# Zarsanga
Zarsanga, née en 1946, est une chanteuse populaire pachtoune, du Pakistan.

## Biographie
Zarsanga est née en 1946 dans un petit village, Zafar Mamakhel. C’est un village situé vers Bannu, à l’époque dans la province des frontières nord-ouest de ce qui est encore l’Empire des Indes. La région appartient maintenant au Pakistan, tout en étant à proximité de l’Afghanistan.
Elle est en fait issue d’une tribu nomade qui voyage entre les contrées pachtounes du Pendjab et du Sind. Elle a une peau foncée. Elle chante en pachto : si l'ourdou est la langue nationale du Pakistan, on y parle et on y chante aussi le sindhi, le pendjabi, le baloutchi, le persan, et le pachto, la langue des tribus pachtounes. Les poèmes, chants et musiques, parfois antérieurs à l'islam, constituent pour les populations un ciment tout aussi fort que celui de la religion : ne sachant pas toujours lire ni écrire, une partie de la population connaît par contre par cœur des chants et des poèmes traditionnels,,,.
Dans une auberge où, un jour elle travaillait en chantant, un joueur de tabla est époustouflé par sa voix. Ils se marient bien que cet homme ne soit pas celui qui lui était destiné par sa famille. Zarsanga a neuf enfants, dont trois filles et six fils.
Sa voix est remarquée à nouveau dans des fêtes familiales. Elle est conduite ainsi à chanter à la radio de Peshawar, à partir du milieu des années 1960. C’est le point de départ de sa notoriété ,. Elle se produit ensuite sur diverses scènes, au Pakistan, y compris à Islamabad, la capitale, éloignée des zones tribales du nord-ouest, ou en Afghanistan, où les populations pachtounes sont bien implantées. Puis dans le monde entier, dont plusieurs fois en France, comme en 1989, en 1993, en 2009, en 2011, ou encore en 2014.
Ses chants s'écoutent aussi sur les télévisions diffusées en pachto dans le golfe Arabo-Persique. « L'espace pachtoun est très large. Il y a eu une forte émigration vers les pays du Golfe dans les années 1970. À Dubaï ou Abou Dhabi, ils ont conservé un statut particulier, basé sur la fierté et le lien tribal. ».
Ces chants évoquent le bien-aimé, la beauté des montagnes pachtounes, ainsi que les combats de ce peuple. À l'origine profondément romantique, la poésie pachto est devenue également guerrière, avec les vicissitudes de l'histoire,.
Malgré sa notoriété, la vie n’est pas toujours facile. En 2010, elle a dû vivre à nouveau sous la tente, avec sa famille, avant de reconstruire sa maison, dans la région de Peshawar, emportée par des inondations meurtrières qui ont fait 15 millions de sinistrés, après avoir subi les offensives des talibans. Et sa notoriété ne la protège que de façon toute relative : en juin 2012, une autre chanteuse pachtoune populaire, Ghazala Javed, a été assassinée par son mari après avoir demandé le divorce.